# 352a Divisió d'Infanteria (Alemanya)
La 352a Divisió d'Infanteria (alemany: 352. Infanterie-Division) va ser una divisió d'infanteria de l'exèrcit alemany durant la Segona Guerra Mundial. Desplegada al front occidental, la divisió va defensar la platja Omaha el dia D, el 6 de juny de 1944.

## Història

### Formació i punts forts
La 352a Divisió d'Infanteria es va formar a la França ocupada a principis de novembre de 1943; això va seguir l'ordre de l'alt comandament alemanyemesa el setembre d'aquell any per aixecar deu noves divisiós d'infanteria per substituir les pèrdues al front oriental. Aquestes noves divisiós havien d'estar preparades pel maig de 1944. La 352a va ser posada sota el comandament del generalleutnant Dietrich Kraiss. Un cop preparada i entrenada, s'esperava que la 352a es traslladés al front oriental, però no hi havia un calendari clar ni una confirmació d'aquest desplegament i el març de 1944, amb l'amenaça d'una invasió aliada a l'oest, la 352a va rebre ordres de preparar-se per a la defensa del mur Atlàntic, a la zona de Normandia. La 352a, quan es va formar, era una barreja de soldats experimentats procedents de divisiós desgastades o dissoltes que havien servit al front oriental, joves alemanys, reclutes i un nombre important de voluntaris Ost, aquests darrers principalment emprats en funcions de suport divisióals. Durant tot el període d'entrenament hi va haver escassetat d'homes, equipament i combustible i a principis de 1944 la divisió, encara que raonablement equipada, estava lluny d'estar ben preparada per al combat d'infanteria de primera línia.
Amb la zona costanera de Normandia que s'estenia 100 km, el mariscal de camp Rommel va prendre la decisió de dividir l'àrea per la meitat, proporcionant a la 716a divisió estàtica una "zona de Caen" escurçada de 47 km de llarg (amb el suport de la 21a Divisió Panzer) i desplegant la 352a Divisió d'Infanteria per defensar la "zona de Bayeux" de 53 km de llarg (apropant la 352a Divisió entre la 709a Divisió i la 716a Divisió). Fins i tot amb el benefici de totes les fortificacions en construcció, aquesta façana encara estava molt més enllà del que es considerava prudent en la doctrina tàctica alemanya. Això va provocar una sèrie de desacords entre Rommel i Dietrich Kraiss i el comandant del cos sobre la millor manera de desplegar els regiments de granaders de la 352a. Al final es va decidir que dos regiments d'infanteria estarien estacionats cap endavant i un regiment d'infanteria quedaria en reserva. No obstant això, els comandaments regimentals es van interrompre perquè alguns batallons operaven de manera independent.
Al flanc dret de la divisió, just al sud de Bayeux, el Regiment de Granaders 915, (amb 2 batallons) es va situar com a reserva de contraatac, juntament amb el batalló de Fusellers. Al flanc esquerre de la divisió, el 2n Batalló del 914è Regiment de Granaders es va situar darrere de l'emplaçament de canons a Pointe du Hoc. Al centre de l'àrea divisió al hi havia el 2n Batalló del Regiment de Granaders 916, defensant la platja d'Omaha. El batalló antitanc autopropulsat es va situar entre les àrees divisionals esquerra i centre, en reserva. El 1r Batalló del 91 GR s va desplegar al sector de defensa de la 716a Divisió i s'oposaria als britànics a la zona occidental de Gold Beach.

### El Dia D
La 352aè va començar la seva tasca costanera millorant els obstacles de la platja, emplaçant estaques minades i estructures de fusta. Això implicava no només tallar i transportar fusta des de quilòmetres cap a l'interior, sinó també introduir estaques i piles a la sorra. La primera banda d'obstacles, a uns 250 metres de la línia de flotació durant la marea alta, consistia en "Portes belgues": marcs de ferro reforçat amb suports que es van construir sobre rodets. A continuació venia una banda d'estaques minades i rampes de troncs, destinades a arrencar els fons de les embarcacions de desembarcament o bolcar-les. Finalment, hi havia una filera d'obstacles metàl·lics, inclosos els 'eriçons', fets amb baranes d'acer. Encara que els alemanys havien enganxat mines a molts dels obstacles, pocs d'ells estaven impermeabilitzats, i la corrosió feia temps que havia afectat molts dels artefactes explosius.
El juny de 1944, molts dels punts forts costaners del seu sector encara estaven tripulats per personal del 726è Regiment d'Infanteria, de la veïna 716a Divisió. Com a compensació, un batalló d'infanteria de la 352a Divisió es va posar sota el comandament de la 716a Divisió per ajudar a reforçar les seves defenses. A la "zona de Bayeux", el 914è regiment estava estacionat a l'oest, el 916è regiment estava estacionat a l'est, mentre que el 915è regiment estava en reserva al sud. Els soldats dels regiments 916 i 726 van ocupar trinxeres, vuit búnquers de formigó, 35 búnquers, sis fosses de morter, llocs per a 35 Nebelwerfers (llançacoets multicanó) i 85 nius de metralladores. Les defenses estaven agrupades en punts forts. A les primeres hores del 6 de juny, els primers informes d'activitat aliada a la zona 352 van arribar des de la península de Cotentin i es van enviar elements del 915è Regiment de Granaders per investigar, les unitats que dotaven les defenses de la costa també van informar un gran nombre de vaixells al mar, i just abans de la sortida del sol a les 06:00 va començar el bombardeig naval aliat, que va acabar 35 minuts més tard quan els tancs nord-americans i la primera onada d'infanteria van desembarcar a la platja amb una calamarsa de foc dels punts forts. Durant tot el matí, els nord-americans van patir nombroses baixes a la platja, però cap a les 13:00 grups de soldats nord-americans estaven en possessió de fortificacions clau, havien arribat a algunes altures amb vistes a la platja i van obrir diverses sortides a la platja. Poc després de les 15:00 el 916è Regiment de Granaders i una combinació d'altres unitats ja instal·lades o avançades durant tot el dia van defensar la platja d'Omaha contra els desembarcaments de la 1a i la 29a divisions dels Estats Units a Omaha Beach, mantenint els penya-segats sobre la platja durant diverses hores, causant grans baixes., abans de quedar aclaparat. Els supervivents del 916 batalló de granaders, juntament amb altres unitats, es van retirar a la matinada del 7 de juny després que el comandant, el coronel Ernst Goth, ja no pogués mantenir les posicions recuperades la nit del 6/7 de juny.

### Després de la invasió
La 352a va ser destrossada en els combats durant el juny i el juliol de 1944, i després d'haver tingut grans baixes el 30 de juliol, es va considerar que ja no podia operar com a divisió, ja que els supervivents s'havien amalgamat en diversos grups de batalla ad hoc i altres divisions.
Va ser reformada com la 352a Divisió Volksgrenadier el setembre de 1944 i va lluitar en la batalla de les Ardenes. Després, va lluitar defensivament al voltant de Trèveris i el Mosel·la fins que a mitjans de març de 1945 es va tornar a considerar que no era prou forta per ser una divisió activa, amb només les restes escapant a través del Rin a Worms. Va ser parcialment reconstituït per darrera vegada com a grup de batalla a mitjans d'abril i es va rendir prop de Darmstadt.

## Anècdotes
El major Werner Pluskat, que va aparèixer al llibre The Longest Day de Cornelius Ryan, i a la pel·lícula posterior del mateix nom, va estar al 352è Regiment d'Artilleria (Artillerie Regiment) i va disparar els seus canons la platja d'Omaha fins que es va quedar sense municions. Va ser observador avançat a 'WN59 – Resistance Point 59' per sobre de la platja del flanc oriental.
El soldat Heinrich Severloh, conegut com "la Bèstia d'Omaha", era membre d'aquesta divisió. Severloh disparà contínuament sobre la platja des de les 6 matí fins a les 3 de la tarda, en part amb una metralladora MG42. Va ser un dels darrers soldats alemanys en abandonar la platja. Alguns càlculs li atribueixen haver causat més de 1.000 baixes estatunidenques, incloent centenars de morts. Alguns càlculs li arriben a atribuir més de 2.000 morts.

## Orde de batalla
L'ordre de batalla de la 352a a la vigília de la invasió aliada era el següent (també es mostra el component d'artilleria):
- 914. Grenadier Regiment
  - 2 x sIG 33 de 15 cm
  - 6 x leIG de 7.5 cm
  - 3 x Pak 40 de 7,5cm
- 915. Grenadier Regiment
  - 2 x sIG 33 de 15 cm
  - 6 x leIG de 7.5 cm
  - 3 x Pak 40 de 7,5cm
- 916. Grenadier Regiment
  - 2 x sIG 33 de 15 cm
  - 2 x leIG de 7.5 cm
  - 3 x Pak 40 de 7,5cm
- 352. Panzerjäger Abteilung
  - 14 x Panzerjägers Marder II i Marder III
  - 10 x canons d'assalt StuG III Ausf. G
  - 9 x Flaks Self-Propelled FlaKPanzer 38
- 352. Artillerie Regiment
  - 1–9.Batterie – 36 x leFH 16 de 10,5cm
  - 10–12.Batterie – 12 x sFH 18 de 15cm
- 352. Pioniere Battalion
  - 20 x Flammenwerfer
  - 6 x Granatwerfer
- 352. Fusilier Battalion (1. Kompanie era ciclista)
- Feld-Ersatz Battalion
  - 6 x Granatwerfer 34 de 8cm
  - 1 x PaK 38 de 5cm
  - 1 x PaK-40 de 7.5 cm
  - 1 x Feldhaubitze de 10,5 cm
  - 1 x Infanterie Geschütz
  - 2 x Flammenwerfer
- Tren de subministraments / Tropes de senyals
- Si s'organitzava a les línies de la Divisió d'Infanteria, Tipus Antic, el 1944, la divisió hauria de comptar amb tota la força al voltant de 17.200 homes (excloent el Batalló de Fusiliers adjunt). La divisió encara conservava l'antic establiment regimental de tres batallons (mentre que la majoria de divisions d'infanteria alemanya el 1944 tenien dos batallons per regiment). Però, aquests batallons poden haver estat reduïts de mida, de manera que la força pot variar entre els 10.971 i els 17.200 homes.